# Movimiento Levántate para Nayarit
El Movimiento Levántate para Nayarit es un partido político local del estado de Nayarit, México, fundado en 2019.

## Historia
En 2019 la organización civil «Levántate para Nayarit» solicitó ante el Instituto Estatal Electoral de Nayarit ser registrado como partido político. En julio de ese año se le concedió el registro bajo el nombre «Movimiento Levántate para Nayarit». Para las elecciones estatales de 2021 el partido designó a Águeda Galicia Jiménez como su candidata a gobernadora.
En las elecciones estatales de 2024 el partido se presentó en coalición con el partido Nueva Alianza Nayarit. La coalición obtuvo el triunfo en un ayuntamiento y el partido Levántate para Nayarit consiguió un escaño de representación proporcional en el congreso estatal.

## Resultados electorales

### Gobernador
| Elección | Candidato | Candidato              | Votos  | Porcentaje      | Resultado |
| -------- | --------- | ---------------------- | ------ | --------------- | --------- |
| 2021     |           | Águeda Galicia Jiménez | 20 546 | \| \| 4.31 % \| | Cuarto    |
|          | 4.31 %    |                        |        |                 |           |

### Congreso del estado
|  | 5.49 % |

|  | 3.59 % |

### Ayuntamientos
|  | 5.76 % |

|  | 3.47 % |